# هيبرون (أنغلزي)
هيبرون (بالإنجليزية: Hebron, Llanddyfnan)‏ هي منطقة سكنية تقع في ويلز في أنغلزي.